# Рочев, Никита Игоревич
Никита Игоревич Рочев (бел. Мікіта Ігаравіч Рочаў; 6 ноября 1992) — белорусский футболист, защитник клуба «Крумкачи».

## Карьера
С шести лет начал заниматься футболом в СДЮШОР-76 г. Москвы. Первыми тренерами были Маликов Алексей Васильевич и Селиванов Александр Александрович. В 17-летнем возрасте стал игроком дубля БАТЭ. В составе дубля БАТЭ стал чемпионом среди дублей в 2012 году. В 2012 году вместе с Евгением Шикавкой были отданы в аренду ФК «Полоцк». Проиграв там 3 месяца, ребята вернулись в БАТЭ.
В 2013 марте года подписал трёхлетнее соглашение со «Слуцком». В составе «Слуцка» стал победителем первой лиги. В 2014 на правах аренды выступал за «Ислочь», позже по обоюдному согласию расторг контракт со «Слуцком» и стал полноправным игроком «Ислочи». В феврале 2016 года продлил соглашение с клубом. 10 января 2017 года покинул клуб в связи с окончанием контракта.
В межсезонье проходил просмотр в «Слуцке», но закрепиться в этом клубе у него не получилось. 13 марта 2017 года вернулся в «Ислочь» и подписал однолетний контракт. В августе по соглашению сторон покинул команду и вскоре стал игроком «Лиды». По окончании сезона в ноябре 2017 года покинул клуб.
В марте 2018 года присоединился к латвийскому клубу «Валмиера», однако позднее вернулся в Беларусь и стал игроком «Чисти». В июле перешёл в словацкий «Партизан». В январе 2020 года покинул клуб.
В марте 2020 года стал игроком бобруйской «Белшины», в июле покинул команду и перешёл в «Крумкачи», где стал выходить преимущественно в стартовом составе. В январе 2021 года продлил контракт со столичным клубом.
Вызывался в состав молодёжной сборной Беларуси. В составе молодёжной сборной занял третье место Кубке Содружества.

## Достижения
БАТЭ (дубль)
- Чемпион среди команд дублирующих составов: 2013

«Слуцк»
- Победитель Первой лиги: 2013

«Ислочь»
- Победитель Первой лиги: 2015

Молодёжная сборная
- Бронзовый призёр Кубка Содружества: 2013